# Serrasalmus odyssei
Serrasalmus odyssei ist eine in Bolivien vorkommende zu den Piranhas gehörende Sägesalmlerart. Serrasalmus odyssei wird lokal als Piranha „suave“ (sanfter, freundlicher Piranha) bezeichnet, der Artzusatz odyssei (Odyssee, Irrfahrt) bezieht sich auf das taxonomische Durcheinander zu der Art bei Beginn der Studien. Nach Molekulardaten handelt es sich um eine Schwesterart von Serrasalmus hollandi und Serrasalmus compressus.

## Merkmale
Serrasalmus odyssei erreicht eine maximale Standardlänge von 16,7 cm, ist moderat hochrückig und seitlich abgeflacht. Bei Exemplaren mit bis zu 13–14 cm SL sind Flecken auf dem silberfarbenen Körper erkennbar. Der Kopf ist etwas dunkler als der Körper, das Auge ist silberig blau, durch die Pupille verläuft ein vertikales Band. Kehle, Suboperculum und der äußere Teil des Vordeckels sind orangefarben. Bei Exemplaren bis 13 cm ist ein Humeralfleck (Schulterfleck) sichtbar. Der Rand der sehr kurzen Rückenflosse (Dorsale) ist dunkel, die ebenfalls sehr kurze Afterflosse (Anale) rot mit dunklem Rand. Subterminal, also nicht ganz am Ende der Schwanzflosse (Caudale), befindet sich ein durchsichtiges (hyalines) Band, der Rand der Schwanzflosse ist schwarz. Die Fettflosse liegt weit hinten.
Die Rückenflosse (Dorsale) wird von 14 (13 bis 15), die Afterflosse (Anale) von 31 (28 bis 33) und die Brustflossen (Pectorale) von je 11 (9 bis 13) geteilten Flossenstrahlen gestützt. Im oberen Flossenlappen der Schwanzflosse (Caudale) befinden sich 8, im unteren 9 geteilte Flossenstrahlen. Serrasalmus odyssei hat 81 (72 bis 84) Schuppen auf der Seitenlinie, 27.5 (23.5 bis 29.5) Schuppen zwischen Seitenlinie und Rückenflosse und 24.5 (22.5 bis 29.5) Schuppen zwischen Seitenlinie und Afterflosse. Die Anzahl Abdominalzähne (Serrae) vor dem Beginn der Bauchflossen (prepelvic serrae) ist 8 (7 bis 9), die Anzahl weiterer Serrae 22 (20 bis 24).

## Verbreitung
Serrasalmus odyssei war zur Erstbeschreibung 2010 nur vom Río San Martín und Río Paraguá im Einzugsgebiet des Río Iténez (Rio Guaporé), vom Río Manuripi aus dem Einzugsgebiet des Río Beni sowie vom Río Yata bekannt. Häufig ist die Art nur im Flusssystem des Río Iténez, anderswo ist sie selten. Als Fundort für den Holotypus wird Madeira, Río Iténez, Bella Vista (Provinz Iténez) in Bolivien angegeben. Nach einer Untersuchung aus dem Jahr 2013 ist die Art auch im bolivianischen Amazonasbecken weit verbreitet und wurde offenbar bis dahin von anderen Forschern übersehen.

## Lebensraum
Serrasalmus odyssei kommt sowohl in Klarwasser- als auch in Schwarzwasserflüssen im Gebiet des oberen Rio Madeira vor. In Weißwasserflüssen ist die Fischart anscheinend selten. Sie hält sich an seichten Stellen nahe dem Ufer auf, insbesondere an Stellen, an denen sich Totholz ansammelt. Im Strömungsbereich ist sie kaum zu finden. In diesem Habitat scheint Serrasalmus odyssei häufig zusammen (syntop) mit jungen Serrasalmus rhombeus gleicher Größe vorzukommen.